# Neosuctobelba xena
Neosuctobelba xena är en kvalsterart som beskrevs av Sandór Mahunka 1978. Neosuctobelba xena ingår i släktet Neosuctobelba och familjen Suctobelbidae. Inga underarter finns listade i Catalogue of Life.